# Praça Aristotélica
Praça Aristotélica (em em grego:  Πλατεία Αριστοτέλους, IPA: [plaˈtia aristoˈtelus], Praça Aristóteles) é a principal praça da cidade de Salonica, na Grécia, e está localizada na avenida Nikis (na orla da cidade), no centro da cidade. Foi projetada pelo arquiteto francês Ernest Hébrard, em 1918, mas a maior parte da praça foi construída na década de 1950. Muitos edifícios ao redor da praça central foram reformados e suas partes norte foram amplamente restauradas nos anos 2000.
Os doze edifícios que compõem a Praça Aristotélica foram tombados como patrimônio cultural, por serem edifícios da República Helênica desde 1950.

## História
A história da Praça Aristotélica começa com o Grande Incêndio de 1917, que destruiu dois terços da cidade de Salonica.

### Antes do incêndio

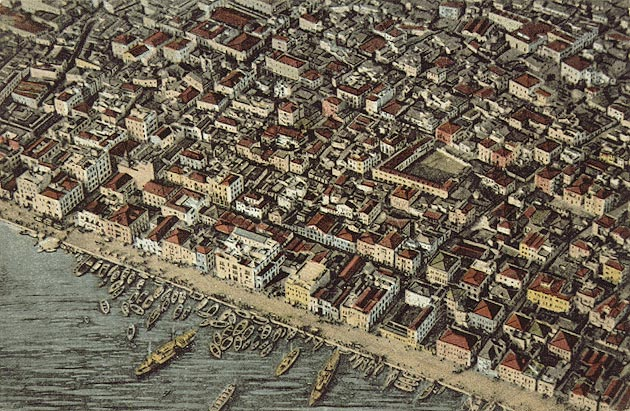
Salonica no final do século XIX.

Antes do Grande Incêndio de 1917, faltava à cidade muito do que era considerado “essencial” na arquitetura europeia. Até 1912, Salonica fez parte da Turquia otomana por quase 500 anos. Sob o domínio otomano, a cidade cresceu sem a orientação de um plano geral de expansão e tinha ruas estreitas. A ausência de praças em Salonica antes de 1917 foi abordada por Ernest Hébrard, que propôs uma série de grandes praças na cidade, incluindo a Praça Megalou Alexandrou ("Praça Alexandre o Grande"), agora Praça Aristotélica.

### Projetos de Ernest Hébrard

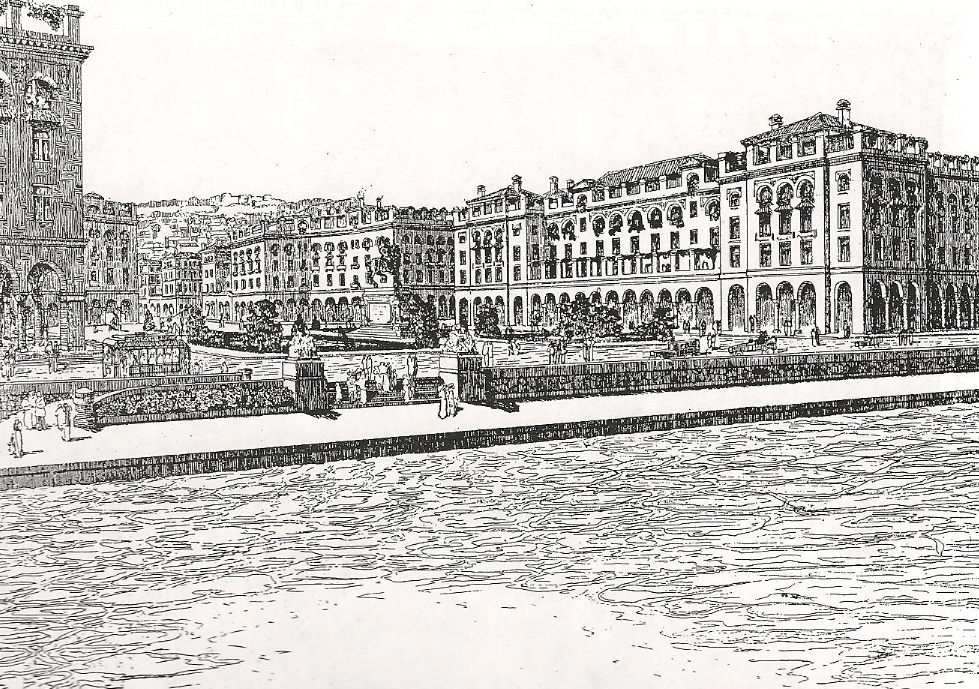
Vista ao nível do mar da Praça Alexandre, o Grande (hoje Praça Aristotélica), projetada por Hébrard, em 1918.

Ernest Hébrard imaginou um eixo monumental para Salonica que se estendia do que hoje é a Praça Aristotélica à beira-mar, até a Praça Dikastirion e o Fórum Romano. O eixo começava na Praça Aristotélica, que deveria receber o nome de "Alexandre, o Grande". Ao longo de seu projeto para Salonica, Hébrard implementou um elemento que faltava na arquitetura pré-1917 da cidade: fachadas imponentes. Para o eixo monumental, o arquiteto usou elementos da arquitetura bizantina e ocidental em vez da arquitetura otomana, para enfatizar a conexão da cidade com o Império Bizantino. Este estilo é mais evidente na Praça Aristotélica, com algumas fachadas de edifícios implementando algumas das ideias originais de Hébrard. Além disso, uma estátua de Alexandre, o Grande, deveria ser colocada no meio da praça.

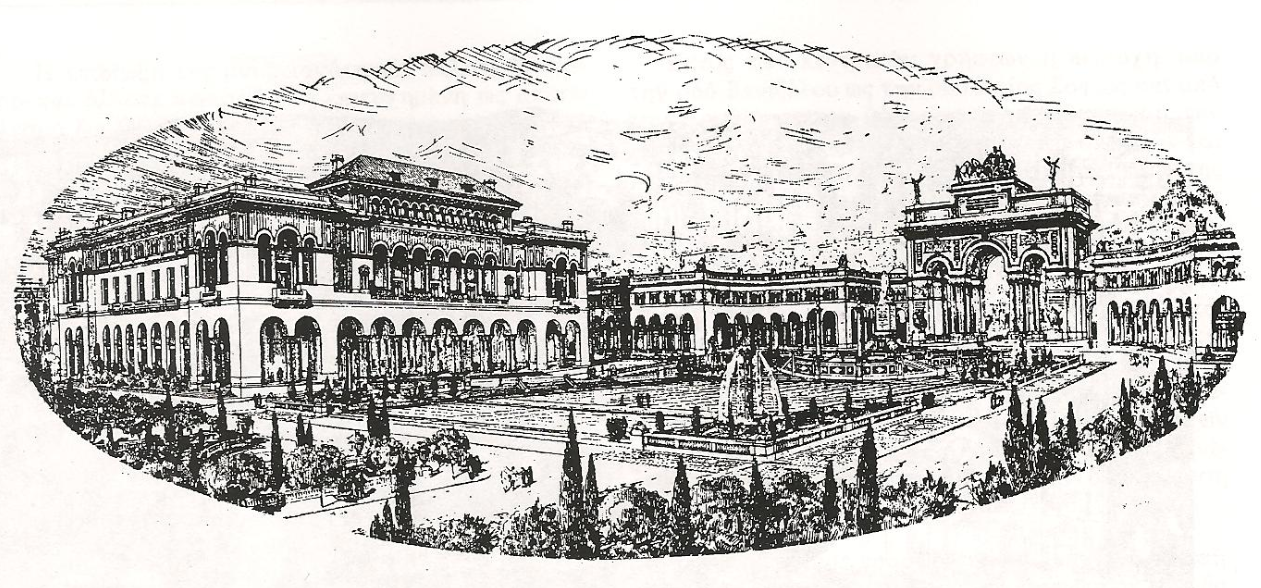
A proposta adicional de Hébrard para uma Praça Cívica.

Hébrard projetou o eixo monumental para que, olhando para cima da praça, fosse possível ver as muralhas bizantinas da cidade e a Cidade Alta. Também visível da praça seria o que Hébrard chamou de Praça Cívica, que seria o coração administrativo da cidade nos moldes europeus: teria a Prefeitura à esquerda, os tribunais à direita e um grande arco triunfal subindo a partir da Praça Cívica. Esta parte do projeto nunca foi realizada devido à falta de fundos, embora após escavações arqueológicas tenham descoberto a antiga ágora romana no mesmo local onde a Praça Cívica foi planejada.
Desde os primeiros projetos conceituais de Hébrard em 1918, seus projetos para a Praça Aristotélica foram consideravelmente simplificados. Em vez dos elaborados desenhos originais, as fachadas construídas na década de 1950 foram bem mais modestas, devido à situação financeira do país na época e à decisão do governo de Venizelos, em 1918, de financiar o projeto com fontes privadas e não do governo.

### Na atualidade
Hoje, a Praça Aristotélica é um dos lugares mais famosos de toda a Grécia e quase sinônimo da própria cidade de Salonica. A praça desempenha um papel importante na vida sociopolítica não só da cidade, mas também de todo o país. Numerosos grandes comícios e discursos políticos foram organizados na Praça Aristóteles, como o comício pela Macedônia em 1992. Além disso, a praça é usada para muitos eventos culturais, como festivais e celebrações anuais de Natal e carnaval. É uma importante atração turística para a cidade, e os inúmeros cafés e bares que se alinham na praça a tornam popular entre as gerações mais jovens.
Os dois lados de um quarto de círculo da praça são ocupados por edifícios importantes. À esquerda está o Electra Palace Hotel, que é um dos melhores hotéis cinco estrelas de Salonica e à direita está um dos cinemas mais famosos da cidade, o cinema Olympion Theatre, local do Festival Internacional de Cinema de Salonica anual. Também abriga um bar muito popular com o mesmo nome.

### Reconstrução futura
Não há projetos de redefinição da praça e do seu entorno atualmente em consideração, mas inúmeras propostas foram apresentadas nos últimos vinte anos. Quando Salonica se tornou a capital europeia da cultura em 1997, o conselho da cidade montou um comitê organizador para a reconstrução da orla da cidade, incluindo a reconstrução da Praça Aristóteles. Dos muitos projetos que foram apresentados ao comitê, alguns eram muito radicais e outros nem tanto. Em quase todas as propostas, havia previsão para uma marina ou uma extensão semelhante da praça na orla, bem como uma roda semelhante ao London Eye, em Londres. Até o momento, nenhum esquema oficial de redesenvolvimento foi oficializado. O ex-prefeito de Salonica, Yannis Boutaris, mencionou em sua campanha eleitoral que Salonica passaria por uma grande reforma para trazê-la para o século XXI.

## Usos

### Natal e ano novo
Por sua localização no coração da cidade, a praça é utilizada para quase todas as grandes celebrações, incluindo a iluminação da árvore de Natal oficial de Salonica e a contagem regressiva do Ano Novo. Todos os anos, o município organiza a Festa dos Anjos (em grego: Γιορτή των Αγγέλων), que é a cerimônia oficial de iluminação da árvore de Natal e é acompanhada por outras atividades festivas, incluindo bandas, coros, cantores populares gregos e fogos de artifício. Celebrações semelhantes são organizadas anualmente na véspera e no dia de Ano Novo.
Seguindo as tradições gregas, além de uma árvore de Natal, o município de Salonica também decora um gigantesco navio de Natal, que é uma variante grega do costume de decorar uma árvore de Natal. Tanto a árvore de natal quanto o barco de natal têm mais de 20 metros de altura e são considerados uma atração turística para os visitantes da cidade na época em que estão em pé.

### Atividade política

Um mapa do OpenStreetMapmostrando a Praça Aristotélica e arredores.

Desde a sua criação, a praça já foi palco de importantes manifestações partidárias. Muitos ex-primeiros-ministros da Grécia fizeram seu discurso principal na Praça Aristóteles, incluindo Andreas Papandreou, Costas Karamanlis e George Papandreou.
Além da ação partidária, também houve inúmeras manifestações na praça que não foram apoiadas por nenhum partido em particular. Sob a corrida nacionalista contra a República da Macedônia, no início dos anos 1990, por causa da disputa pelo nome da Macedônia, uma grande manifestação foi organizada na praça em fevereiro de 1992 "para mostrar apoio ao caráter grego da Macedônia". Durante o bombardeio da OTAN à Iugoslávia, uma grande manifestação também ocorreu na praça que reafirmou a desaprovação do povo grego ao bombardeio da OTAN e para mostrar seu apoio ao povo sérvio. Muitas outras manifestações foram realizadas na praça nos últimos anos sobre uma variedade de assuntos, desde assuntos religiosos, reformas educacionais e crise econômica.

## Transporte
Quando os primeiros edifícios da praça foram construídos no final dos anos 1950, a praça era servida pela extensa rede de bondes de Salonica, mas o serviço foi interrompido em 1957. Desde então, o único meio de transporte público de e para a Praça Aristóteles são os ônibus da Salonica Urban Transport Organization (OASTH). O formato da ferradura da cidade e a localização da praça dentro do centro da cidade facilitam o acesso pela OASTH, com muitas linhas passando por Aristóteles ou pela Praça Venizelou. Além disso, há pontos de táxi na rua Mitropoleos (uma rua que "corta" a praça ao meio), em frente ao Teatro Olympion.
O metrô de Salonica (que está em construção) terá uma estação perto da Praça Aristotelous, na rua Venizelou, a uma curta caminhada de Aristotelous na Avenida Egnatia. Outros meios de transporte que foram propostos são os serviços de balsa para outros pontos centrais da costa de Salonica.

## Curiosidade
Por causa de sua semelhança com uma garrafa quando vista de cima, uma fotografia aérea da praça foi recentemente usada em um anúncio da Absolut Vodka.